# Carme XCV
Il carme XCV è il novantacinquesimo carme del Liber catulliano. Il carme 95 appartiene alla terza parte del Liber, gli Epigrammata. 
Nel carme Catullo loda l'opera dell'amico Gaio Elvio Cinna, avendo finalmente pubblicato "Dopo nove inverni e nove estati" l'epillio dedicato alla storia di Mirra (Zmyrna in latino).

## Contenuto
Catullo esalta il testo dell'amico, anche egli facente parte dei poetae novi, contrapponendolo ai poeti Quinto Ortensio Ortalo, Volusio (già criticato nel carme 36) e Antimaco di Colofone, i quali, scrivendo troppi versi in poco tempo, non scrivono opere raffinate come quelle della scuola neoterica. Una delle opere criticate sono gli Annali di Volusio, che Catullo si augura vengano buttati in mare, a "vestire" gli sgombri o fare da cartoccio per cucinarli (il fuoco in cui vanno le tunicae improvvisate, cioè l'opera così degradata, potrebbe riallacciarsi al Carme XXXVI). Solo l'opera di Cinna sarà letta anche nei secoli a venire.

## Testo
Il testo è in distici elegiaci.Sono presenti lacune provenienti dalla tradizione manoscritta.
quam coepta est nonamque edita post hiemem,

milia cum interea quingenta Hortensius uno

. . . . . . . . .

Zmyrna cavas Satrachi penitus mittetur ad undas,

Zmyrnam cana diu saecula pervoluent.

at Volusi annales Paduam morientur ad ipsam

et laxas scombris saepe dabunt tunicas.

. . . . . . . . .

Parva mei mihi sint cordi monimenta ...,

at populus tumido gaudeat Antimacho.»
che è stata cominciata è stata infine pubblicata,

mentre Ortensio (ha scritto) cinquecentomila versi in un solo (anno)

. . . . . . . . .

La Zmyrna sarà mandata profondamente fino alle onde del Satraco,

La Zmyrna per lungo tempo leggeranno le vecchie generazioni.

Ma gli annali di Volusio moriranno sulla stessa Padova

e spesso forniranno tuniche abbondanti per gli sgombri.

. . . . . . . . .

Che i piccoli capolavori del mio (amico) mi stiano a cuore ...,

al contrario, che il pubblico esalti il gonfio Antimaco.»